# Colección Olé
La Colección Olé! es una serie de álbumes que primero fue publicada por Editorial Bruguera y luego retomada por Ediciones B, estando dedicada a la Escuela Bruguera de historieta cómica. Hasta mediados de los 90, recopilaron historietas previamente serializadas en revistas.

## Trayectoria
El listado de álbumes que incluye la colección ha variado hasta en 3 ocasiones, con lo que en propiedad podríamos distinguir cuatro colecciones: 

### Primera colección: 1971-1986
La original de Bruguera fue iniciada en 1971 como un amplio muestrario de los personajes de la casa y constituyó uno los grandes aciertos de la Editorial en la década de los setenta, junto a "Gran Pulgarcito" y "Joyas Literarias Juveniles".

### Segunda colección: 1987-1992
La  Editorial Bruguera fue adquirida en 1986 por el Grupo Zeta que la transformó en Ediciones B. A partir de 1987 y, bajo dicha editorial, se retomó la publicación de la Colección Olé! (primera en consecuencia de Ediciones B), reeditando parte de los números de la colección original de Bruguera y publicando otros nuevos.
El formato siguió siendo el mismo, libros encuadernados en rústica, todo en color, con un tamaño de 26,5cm x 18,5 cm. que recopilaban historietas aparecidas con anterioridad en el conjunto de revistas periódicas de la Editorial Bruguera así como posteriormente en las de Ediciones B.
Ediciones B siguió un curioso sistema de numeración formado por un número (que en el caso de reediciones de la colección de Bruguera coincidía con la numeración de ésta) y una segunda parte formada por una letra y un número. Las letras utilizadas fueron: M para los números dedicados a Mortadelo y Filemón, Z para los dedicados a Zipi y Zape, I para los dedicados a otros personajes de Francisco Ibáñez y V para personajes varios. El número asociado a la letra sería el orden de publicación de los números de cada personaje.  Mortadelo y Filemón de  Francisco Ibáñez, así como Zipi y Zape de  Escobar , monopolizaron casi la totalidad de la colección.
Entre enero de 1987 y septiembre de 1992, fecha en la que Ediciones B finaliza la publicación de esta colección, se editaron 363 “primeros números” (234 de los cuales eran reediciones de los publicados anteriormente por Bruguera). Si consideramos las reimpresiones y segundas y terceras ediciones de Ediciones B el número total de ejemplares publicados fue de 504.
Información más detallada sobre la colección en la ficha de la misma de Tebeosfera.

### Tercera colección: 1992-1993
La segunda de Ediciones B (1992-1993), en su breve desarrollo (15 números) sólo contempló a Mortadelo y Filemón.

### Cuarta colección: 1993-2024
La tercera de Ediciones B comprende historietas de Mortadelo y Filemón, Zipi y Zape, Superlópez y, ocasionalmente, otros personajes.